# Белфорт, Витор
Витор Виейра Белфорт (порт. Vitor Vieira Belfort; род. 1 апреля 1977 года в Рио-де-Жанейро, Бразилия) — бразильский боец смешанного стиля, боец бразильского джиу-джитсу, грэпплер, чемпион Бразилии по бразильскому джиу-джитсу в свободной весовой категории (1993 год), победитель 12-го турнира Ultimate Fighting Championship в тяжёлом весе (1997 год). Бронзовый призёр чемпионата мира по грэпплингу в свободной весовой категории по версии ADCC (2001 год), чемпион мира по смешанным боевым искусствам в полутяжёлом весе по версиям UFC (2004 год) и Cage Rage (2007 год).
Член Зала славы UFC.
По стилю ведения боя Витор Белфорт — ударник, кроме того, он является специалистом по бразильскому джиу-джитсу (чёрный пояс), дзюдо (чёрный пояс), знатоком каратэ Сётокан (синий пояс). Также он является профессиональным боксёром.
Витор Белфорт одерживал победы над такими бойцами как: Вандерлей Силва, Нейт Марквардт, Рэнди Кутюр, Рич Франклин, Энтони Джонсон, Майкл Биспинг, Дэн Хендерсон, Люк Рокхолд и многие другие.

## Ранние годы
Витор Белфорт родился 1 апреля 1977 года в городе Рио-де-Жанейро, Бразилия. Занятия боевыми искусствами начал в возрасте 8 лет. Затем начал изучать бразильское джиу-джитсу в школе Грейси. В 16 лет завоевал титул чемпиона Бразилии по бразильскому джиу-джитсу в свободной весовой категории. В 17 лет получил чёрный пояс.

## Карьера
Карьеру в смешанных единоборствах Белфорт начал в октябре 1996 года выступлением на гавайском турнире против американца Джона Хесса. Для Хесса бой завершился нокаутом на 12-й секунде первого раунда. Молодого Белфорта после этого пригласили к выступлению на турнире Абсолютного бойцовского чемпионата (англ. UFC). В первом же выступлении в UFC: он стал победителем 12-го турнира, одолев двух борцов-тяжеловесов, каждого — меньше чем за минуту. После этого турнира Витору позвонил Майк Тайсон и поздравил с достигнутым успехом.
Вскоре Белфорт потерпел поражение техническим нокаутом от опытного борца греко-римского стиля и будущего многократного чемпиона мира Рэнди Кутюра. Витор провёл ещё два боя в UFC, и впервые опустился в низшую весовую категорию — до 93 кг, где в 1998 году победил нокаутом бразильскую звезду вале тудо Вандерлея Силву, а в 1999 году перешёл к соревнованиям в серии PRIDE, где проиграл дебютный бой японскому бойцу Кадзуси Сакураба, получив перелом руки в первом раунде. В течение 2000—2001 годов он провёл в Японии ещё четыре полнораундовых боя и в каждом победил, в том числе одержав победу над звездой PRIDE Хитом Херрингом, не имевшим поражений в чемпионате и претендовавшим на титул. В 2001 году Белфорт также принял участие в чемпионате мира по грэпплингу по версии ADCC, где получил бронзовую медаль в свободной весовой категории.
В 2002 году Витор вернулся в UFC, окончательно изменив весовую категорию с тяжёлой на полутяжёлую. Потерпел третье поражение в карьере от Чака Лиделла, но после победы над перспективным Марвином Истменом, которому он нанёс глубокое рассечение ударом колена, вступил в борьбу за титул чемпиона мира. Титульный бой прошёл 31 января 2004 года между 25-летним Белфортом и 40-летним действующим чемпионом Рэнди Кутюром и закончился весьма неприятной для Витора победой: на 49-й секунде, ещё не войдя в полноценную борьбу, он рассёк Кутюру левое веко. Бой был остановлен, и формально титул перешёл в руки Белфорта. Разочарованные результатом боя претендент и чемпион договорились о реванше. Бой-реванш 21 августа 2004 года, уже третий бой между Белфортом и Кутюром, также было остановлен решением врача: Рэнди Кутюр вернул себе титул после трёх раундов тотального доминирования над молодым противником. Впоследствии, после открытия Кутюром собственной спортивной команды «Xtreme Couture», к ней присоединился и Белфорт, а самого Рэнди можно было видеть среди угловых бразильца на соревнованиях в UFC.
Некоторое время Витора Белфорта сопровождали неудачи: он получил тяжёлую травму локтя, спорно проиграл поединок Тито Ортису, дважды уступил голландскому ударнику Алистару Овериму, вернулся в PRIDE, где его ждал неудачный бой с чемпионом этой лиги, олимпийцем Дэном Хендерсоном, а также стероидный скандал после боя.
В конце 2005 года Белфорт дебютировал в британском чемпионате по смешанным единоборствам Cage Rage, где вернул себе заслуженную славу, через два года получив титул чемпиона мира по версии этой организации. Зато критике подвергли тогдашних противников Белфорта — европейских бойцов без особых достижений на мировом уровне.
В апреле 2006 года Белфорт попробовал себя в профессиональном боксе. На турнире «Minotauro Fight III», который прошёл в Сальвадоре, Витор победил нокаутом своего соотечественника Жоземарью Невеса на второй минуте поединка.
В 2008 году Витор вернулся в США, где на турнирах компании «Affliction» дебютировал в средней весовой категории (до 84 кг). В этом весе он победил нокаутами двух оппонентов, в том числе олимпийского борца-медалиста Мэтта Линдленда. Эта победа существенно подняла Белфорта в мировых рейтингах.
Осенью 2009 года состоялось возвращение Белфорта в Абсолютный бойцовский чемпионат в средней весовой категории. В первом же бою он одержал решительную победу нокаутом над экс-чемпионом мира Ричем Франклином. За высокую технику и зрелищность выступления Витор получил от организаторов турнира премию «Нокаут вечера» (65000 долларов). Во втором бою Белфорт оспаривал титул чемпиона мира по версии UFC, который с 2006 года принадлежал Андерсону Силве. Бой откладывали несколько раз из-за травм обоих бойцов, полученных в процессе подготовки, и в конце концов назначили на 126-й этап UFC. Противостояние двух бразильских чемпионов, разгоряченное многочисленными промоакциями и спорами бойцов в прессе, продолжалось в течение всего трёх минут первого раунда. Силва нокаутировал Белфорта, нанеся фронтальный удар ногой в голову и добив бойца на полу. Через полгода после этой неудачи Витор провёл быстрый и решительный бой с популярным азиатским бойцом Есихиро Акияма, которого победил нокаутом в первом раунде и снова получил «Нокаут вечера» (70000 долларов).
В январе 2012 года он впервые за 13 лет выступил на родине и впервые в карьере — в Рио-де-Жанейро. «Юбилейным», тридцатым соперником для Белфорта стал известный американский боец Энтони Джонсон, которого Витор одолел удушением со спины в коротком и динамичном поединке.
Следующим шагом для бывшего чемпиона стало участие в спортивном реалити-шоу UFC «Абсолютный боец», где он выступил в качестве тренера одной из команд. Тренером команды-соперницы стал Вандерлей Силва, против которого Белфорт должен был выступить в тренерском поединке в конце сезона. Бой не состоялся из-за травмы Белфорта. Победителем шоу в средней весовой категории стал тренированный Витором боец.
В сентябре 2012 Витор Белфорт согласился на срочную замену травмированному Дэну Хендерсону в титульном поединке против действующего чемпиона полутяжёлой весовой категории Джона Джонса. Едва не сломав чемпиону руку преломлением локтя в первом раунде, Белфорт сам попал на болевой прием в четвёртом раунде соревнования.
В 2013 году Белфорт вернулся в среднюю весовую категорию, где победил двух известных бойцов: Майкла Биспинга и Люка Рокхолда (в обоих поединках он победил нокаутом от удара ногой).
12 мая 2018 года на турнире UFC 224 в родном городе Рио-де-Жанейро, Бразилия. Провел бой против соотечественника Лиото Мачиды, и уступил нокаутом во втором раунде. После боя Витор официально объявил о завершении карьеры бойца.
12 сентября 2021 года Белфорт провел выставочный бой по правилам бокса с бывшим абсолютным чемпионом мира Эвандером Холифилдом. Белфорт нокаутировал Холифилда в первом раунде.

## Личная жизнь
Женат на бразильской топ-модели Жоане Праду и является отцом троих детей.
Среди его увлечений — пляжные виды спорта, такие как волейбол и серфинг, а также кино и забота о домашних животных.
Белфорт свободно владеет тремя иностранными языками: английским, французским и испанским.
Снимался в известном бразильском телесериале «Клон», где воплотил образ самого себя в роли бойца.

## Титулы и достижения
- Ultimate Fighting Championship
  - Чемпион UFC в полутяжёлом весе (один раз)
  - UFC 12 победитель турнира тяжеловесов
  - Обладатель премии «Лучший нокаут вечера» (пять раз) против Рича Франклина, Ёсихиро Акияма, Майкла Биспинга, Люка Рокхолда и Дэна Хендерсона
  - Обладатель премии «Выступление вечера» (один раз) против Дэна Хендерсона
  - Большинство нокаутов в истории UFC (13)
  - Наибольшее количество досрочных побед в первом раунде (14)
- Cage Rage Championships
  - Чемпион Cage Rage Championships в полутяжёлом весе (один раз)
- World MMA Awards
  - 2013 «Лучший нокаут года» против Люка Рокхолда[13]
- Sherdog
  - 2013 «All-Violence First Team»[14]

## Статистика
| Боёв 40  | Побед 26 | Поражений 14 |
| -------- | -------- | ------------ |
| Нокаутом | 18       | 7            |
| Сдачей   | 3        | 2            |
| Решением | 5        | 5            |

| Результат    | Рекорд    | Соперник         | Способ                                   | Турнир                                   | Дата             | Раунд | Время | Место                    | Примечание                                                                                      |
| ------------ | --------- | ---------------- | ---------------------------------------- | ---------------------------------------- | ---------------- | ----- | ----- | ------------------------ | ----------------------------------------------------------------------------------------------- |
| Поражение    | 26-14 (1) | Лиото Мачида     | KO (фронт-кик)                           | UFC 224                                  | 12 мая 2018      | 2     | 1:00  | Рио-де-Жанейро, Бразилия | После боя объявил о завершении карьеры                                                          |
| Победа       | 26-13 (1) | Нейт Марквардт   | Единогласное решение                     | UFC 212                                  | 2 июня 2017      | 3     | 5:00  | Рио-де-Жанейро, Бразилия |                                                                                                 |
| Не состоялся | 25-13 (1) | Келвин Гастелум  | NC (аннулирование)                       | UFC Fight Night: Belfort vs. Gastelum    | 12 марта 2017    | 1     | 3:52  | Форталеза, Бразилия      | Гастелум выиграл бой техническим нокаутом, после дал положительный тест на метаболиты марихуаны |
| Поражение    | 25-13     | Гегард Мусаси    | TKO (удары)                              | UFC 204                                  | 8 октября 2016   | 2     | 2:43  | Манчестер, Англия        |                                                                                                 |
| Поражение    | 25-12     | Роналду Соуза    | TKO (удары)                              | UFC 198                                  | 14 мая 2016      | 1     | 4:38  | Куритиба, Бразилия       |                                                                                                 |
| Победа       | 25-11     | Дэн Хендерсон    | KO (хай-кик и удары)                     | UFC Fight Night: Belfort vs. Henderson 3 | 7 ноября 2015    | 1     | 2:07  | Сан-Паулу, Бразилия      | «Выступление вечера» (1)                                                                        |
| Поражение    | 24-11     | Крис Вайдман     | TKO (удары)                              | UFC 187                                  | 23 мая 2015      | 1     | 2:53  | Лас-Вегас, США           | Вернулся в средней вес. Бой за титул чемпиона UFC в среднем весе                                |
| Победа       | 24-10     | Дэн Хендерсон    | KO (удары и хай-кик)                     | UFC Fight Night: Belfort vs. Henderson   | 9 ноября 2013    | 1     | 1:17  | Гояния, Бразилия         | Бой в полутяжёлом весе. «Лучший нокаут вечера» (5)                                              |
| Победа       | 23-10     | Люк Рокхолд      | Нокаут (удар ногой с разворота в голову) | UFC on FX: Belfort vs. Rockhold          | 18 мая 2013      | 1     | 2:32  | Жарагуа-ду-Сул, Бразилия | «Лучший нокаут вечера» (4)                                                                      |
| Победа       | 22-10     | Майкл Биспинг    | TKO (хай-кик и удары)                    | UFC on FX: Belfort vs. Bisping           | 19 января 2013   | 2     | 1:27  | Сан-Паулу, Бразилия      | Вернулся в средний вес. «Лучший нокаут вечера» (3)                                              |
| Поражение    | 21-10     | Джон Джонс       | Болевой приём (американа)                | UFC 152                                  | 22 сентября 2012 | 4     | 0:54  | Торонто, Канада          | Бой в полутяжёлом весе. Бой за титул чемпиона UFC в полутяжёлом весе                            |
| Победа       | 21-9      | Энтони Джонсон   | Удушающий приём (сзади)                  | UFC 142                                  | 14 января 2012   | 1     | 4:49  | Рио-де-Жанейро, Бразилия | Джонсон не уложился в вес (89,36 кг)                                                            |
| Победа       | 20-9      | Ёсихиро Акияма   | KO (удары)                               | UFC 133                                  | 6 августа 2011   | 1     | 1:52  | Филадельфия, США         | «Лучший нокаут вечера» (2)                                                                      |
| Поражение    | 19-9      | Андерсон Силва   | KO (фронт-кик и удары)                   | UFC 126                                  | 5 февраля 2011   | 1     | 3:25  | Лас-Вегас, США           | Бой за титул чемпиона UFC в среднем весе                                                        |
| Победа       | 19-8      | Рич Франклин     | TKO (оверхенд и удары)                   | UFC 103                                  | 19 сентября 2009 | 1     | 3:02  | Даллас, США              | Белфорт не уложился в вес (88,45 кг). «Лучший нокаут вечера» (1)                                |
| Победа       | 18-8      | Мэтт Линдленд    | TKO (удары)                              | Affliction: Day of Reckoning             | 24 января 2009   | 1     | 0:37  | Анахайм, США             |                                                                                                 |
| Победа       | 17-8      | Терри Мартин     | KO (апперкот)                            | Affliction: Banned                       | 19 июля 2008     | 2     | 3:12  | Анахайм, США             | Дебют в среднем весе                                                                            |
| Победа       | 16-8      | Джеймс Зикич     | Единогласное решение                     | Cage Rage 23                             | 22 сентября 2007 | 3     | 5:00  | Лондон, Великобритания   | Завоевал титул чемпиона Cage Rage в полутяжёлом весе                                            |
| Победа       | 15-8      | Иван Серати      | TKO (удары)                              | Cage Rage 21                             | 21 апреля 2007   | 1     | 3:47  | Лондон, Великобритания   |                                                                                                 |
| Поражение    | 14-8      | Дэн Хендерсон    | Единогласное решение                     | PRIDE 32: The Real Deal                  | 21 октября 2006  | 3     | 5:00  | Лас-Вегас, США           | Белфорт дал положительный тест на повышенный уровень тестостерона                               |
| Победа       | 14-7      | Кадзуо Такахаси  | KO (удар)                                | PRIDE Critical Countdown Absolute        | 1 июля 2006      | 1     | 0:36  | Сайтама, Япония          |                                                                                                 |
| Поражение    | 13-7      | Алистар Оверим   | Единогласное решение                     | Strikeforce: Revenge                     | 9 июня 2006      | 3     | 5:00  | Сан-Хосе, США            | Бой в промежуточном весе (95,25 кг)                                                             |
| Победа       | 13-6      | Антони Реа       | KO (апперкот)                            | Cage Rage 14                             | 3 декабря 2005   | 2     | 1:30  | Лондон, Великобритания   |                                                                                                 |
| Поражение    | 12-6      | Алистар Оверим   | Удушающий приём (гильотина)              | PRIDE Total Elimination 2005             | 23 апреля 2005   | 1     | 9:36  | Осака, Япония            |                                                                                                 |
| Поражение    | 12-5      | Тито Ортис       | Раздельное решение                       | UFC 51                                   | 5 февраля 2005   | 3     | 5:00  | Лас-Вегас, США           |                                                                                                 |
| Поражение    | 12-4      | Рэнди Кутюр      | TKO (остановка врачом)                   | UFC 49                                   | 21 августа 2004  | 3     | 5:00  | Лас-Вегас, США           | Утратил титул чемпиона UFC в полутяжёлом весе                                                   |
| Победа       | 12-3      | Рэнди Кутюр      | TKO (остановка врачом)                   | UFC 46                                   | 31 января 2004   | 1     | 0:49  | Лас-Вегас, США           | Завоевал титул чемпиона UFC в полутяжёлом весе                                                  |
| Победа       | 11-3      | Марвин Истмен    | TKO (удары коленями и руками)            | UFC 43                                   | 6 июня 2003      | 1     | 1:07  | Лас-Вегас, США           |                                                                                                 |
| Поражение    | 10-3      | Чак Лидделл      | Единогласное решение                     | UFC 37.5                                 | 22 июня 2002     | 3     | 5:00  | Лас-Вегас, США           | Вернулся в полутяжёлый вес                                                                      |
| Победа       | 10-2      | Хит Херринг      | Единогласное решение                     | PRIDE 14: Clash of the Titans            | 27 мая 2001      | 3     | 5:00  | Иокогама, Япония         | Бой в тяжёлом весе                                                                              |
| Победа       | 9-2       | Бобби Саутворт   | Удушающий приём (сзади)                  | PRIDE 13: Collision Course               | 25 марта 2001    | 1     | 4:09  | Сайтама, Япония          |                                                                                                 |
| Победа       | 8-2       | Даидзиро Мацуи   | Единогласное решение                     | PRIDE 10: Return of the Warriors         | 27 августа 2000  | 2     | 10:00 | Сайтама, Япония          |                                                                                                 |
| Победа       | 7-2       | Гилберт Ивел     | Единогласное решение                     | PRIDE 9: New Blood                       | 4 июня 2000      | 2     | 10:00 | Нагоя, Япония            |                                                                                                 |
| Поражение    | 6-2       | Кадзуси Сакураба | Единогласное решение                     | PRIDE 5                                  | 29 апреля 1999   | 2     | 10:00 | Нагоя, Япония            |                                                                                                 |
| Победа       | 6-1       | Вандерлей Силва  | KO (удары)                               | UFC Brazil                               | 16 октября 1998  | 1     | 0:44  | Сан-Паулу, Бразилия      | Дебют в полутяжёлом весе                                                                        |
| Победа       | 5-1       | Джо Чарльз       | Болевой приём (рычаг локтя)              | UFC Japan                                | 21 декабря 1997  | 1     | 4:03  | Иокогама, Япония         |                                                                                                 |
| Поражение    | 4-1       | Рэнди Кутюр      | TKO (удары)                              | UFC 15                                   | 17 октября 1997  | 1     | 8:16  | Бей-Сент-Луис, США       | Бой за статус претендента на титул чемпиона UFC в полутяжёлом весе                              |
| Победа       | 4-0       | Танк Эббот       | TKO (удары)                              | UFC 13                                   | 30 мая 1997      | 1     | 0:52  | Огаста, США              |                                                                                                 |
| Победа       | 3-0       | Скотт Ферроззо   | TKO (удары)                              | UFC 12                                   | 7 февраля 1997   | 1     | 0:43  | Дотан, США               | Выиграл финал турнира UFC 12 в тяжёлом весе                                                     |
| Победа       | 2-0       | Тра Теллигмен    | TKO (остановка врачом)                   | UFC 12                                   | 7 февраля 1997   | 1     | 1:17  | Дотан, США               | Полуфинал турнира UFC 12 в тяжёлом весе                                                         |
| Победа       | 1-0       | Джон Хесс        | TKO (удары)                              | SuperBrawl 2                             | 11 октября 1996  | 1     | 0:12  | Гонолулу, США            |                                                                                                 |